# 常盤町 (名古屋市)
常盤町（ときわちょう）は、愛知県名古屋市中区の町。
明治から大正にかけて旭廓の一部であった。

## 歴史
江戸時代には御先手の小吏が住んだ所で、下園町の一部であった。
1876年（明治9年）に旭廓が開設され、1878年に下園町の一部が常盤町・富岡町として分離された。遊郭が市街地にあることが風紀上問題視され、旭廓は1923年（大正12年）4月に西区（のち、中村区）へ移転して中村遊廓とも呼ばれるようになった。

### 町名・町界の変遷
- 1878年（明治11年） - 下園町の一部により、常盤町として成立[1][注 1]。
- 1889年（明治22年）10月1日 - 市制施行により名古屋市が成立し、同市常盤町となる[1]。
- 1908年（明治41年）4月1日 - 名古屋市が市制に基づく区を設置し、中区常盤町となる[1]。
- 1936年（昭和11年）1月1日 - 一部が中区岩井通の一部となる[1]。
- 1966年（昭和41年）3月30日 - 住居表示実施に伴い、一部が中区栄一丁目の一部となる[1]。
- 1969年（昭和44年）10月21日 - 住居表示実施に伴い、中区大須一丁目の一部となり、廃止される[1]。